# بوهدان لازارنکو
بوهدان لازارنکو (اوکراینی: Богдан Віталійович Лазаренко؛ زادهٔ ۳ مارس ۱۹۹۵) بازیکن فوتبال اهل اوکراین است.